# Jagucsi Mari
Jagucsi Mari (矢口真里; Jokohama, 1983. január 20. –) japán énekesnő és színésznő, a Morning Musume második generációjának tagja, láthattuk a Minimoni-ban és Dream Morning Musume-ben is.

## Élete

### 1998–2001
1998 májusában csatlakozott a Morning Musume-hez a második generáció tagjaként. Novemberben bekerült a Morning Musume első alcsoportjába, a Tanpopo-ba is. Ebben az évben tűnt fel először a filmvásznon is, méghozzá a „Morning cop” című filmmel.

### 2000–2003
2000-ben bekerült a Minimoni csapatába, első kislemezük hatalmas sikert aratott. Ebben az évben szerepelt a „Pinch Runner” című filmben. 2002-ben jelent meg első photobook-ja, a „Yaguchi” című, majd szerepelt a „Nama tamago” című filmben. 2003 márciusában a Morning Musume alvezetője lett, miután Jaszuda Kei elhagyta a csoportot. Májusban kilépett a Minimoni-ból, júliusban pedig debütált a ZYX, a H!P Kids csoportja, aminek vezetésével ő lett a gyerekek mentora is. Ebben az évben feltűnt a „Kochira hon ikegami sho” című sorozat egy epizódjában is. Októberben megjelent első esszékönyve, az „Oira – MARI YAGUCHI FIRST ESSAY”

### 2005–2006
2005 januárjában ő lett a Morning Musume vezetője, Iida Kaori távozása után. Áprilisban a FRIDAY magazinban megjelent egy írás, miszerint Mari és a színész Oguri Sun kapcsolatban vannak egymással. Mari ezután azt nyilatkozta, többé nem tud az idol-képnek megfelelni, és karrierjét ezentúl felnőttként szeretné folytatni. Ezután nem sokkal távozott a csapatból, de búcsúkoncert nélkül. A Berryz Koubou-val közreműködve később felénekelte a „Nigiyaka na fuyu” című dalt, mely a csapat „Gag 100 kaibun aishite kudasai” című kislemezén jelent meg. 2006-ban TV-show-kban közreműködött, és filmekben is játszott.

### 2007–2008
2007-ben újra énekelni kezdett a H!P koncertjein, és a „Gyao” TV show-ban is közreműködött, később pedig H!P Eggs tagokkal részt vett a CiaoTV-n a „Kids station” műsorban, és a „Sento no musume?!” című drámában, valamint a „Gyarusa”-ban. A H!P koncerteken MC-ként vett részt ekkoriban, és szerepelt a „Damn Yankees” című musicalben. Ebben az évben részt vett a „Minna no Fitness” elnevezésű event-en.

### 2009
2009-ben elhagyta a H!P-et, az egész Elder Club-bal egyetemben. Ez évben megjelenő első szóló kislemeze a Quiz Heyagon című TV műsorral működött együtt. Áprilisban bejelentették, hogy a Famitsu-ban blogszerű rovata jelenik majd meg „I’m a gamer” címmel. Novemberben a „Ryuu ga gotoku: Densetsu wo tsugumono” című Jakuza-témájú videójátékban megformált egy CG karaktert. Decemberben feldolgozta a „Kaze wo sagashite” című dalt, mely a One Piece anime egyik főcímdala is lett.

### 2010
2010 márciusában megnyílt önálló étterme, a „Shabushabu Onyasai Roppongi”. Ebben az évben szerepelt a „Hoshisuna no shima no chiisana tenshi ~Mermaid smile~” című filmben. Márciusban törzsvendége lett a TBS „Aimai na!” című show-jában. Márciusban nyílt meg Gree blogja is. Júliustól törzsvendége lett a „Go! Bungee police” című műsornak is, szeptemberben pedig feltűnt a „Downtown DX című show-ban.
Augusztusban tagja lett az Afternoon Musume-nek, majd játszott az „Abe Naikaku” című színdarabban.

### 2011–2013
2011-ben feleségül ment Nakamura Masaja-hoz, és csatlakozott a Dream Morning Musume-hez, később „casual dinner show”-t tartott Jaszuda Kei-vel és Nakazava Júko-val. 2013-ban feltűnt az UF Licks show-ban, és szerepelt a „Forest For Rest ~SATOYAMA e Ikou~ SATOYAMA movement in YOKOHAMA” event-en. Áprilisban játszott az „Ikinukukiseki juunenme no negai” . Májusban kiderült, hogy megcsalta férjét, és be is adták a válási papírokat. Később egy újságnak azt nyilatkozta, hogy vissza fog térni 5 éven belül, ha a botrány elült.

## Diszkográfia
- "Seishun Boku" (青春 僕) / "Seishun Ore" (青春 俺) (2009)
- "Kaze o Sagashite" (風をさがして) (2010)

## Filmográfia
- 1998: Morning Cop (モーニング刑事)
- 2000: Pinch Runner (ピンチランナー)
- 2002: Nama Tamago (ナマタマゴ)
- 2002: Minimoni ja Movie: Okashi na Daibōken! (ミニモニ。じゃ ムービー お菓子な大冒険!)
- 2003: Koinu Dan no Monogatari (子犬ダンの物語)
- 2006: One Piece The Movie: Episode of Alabasta: The Desert Princess and the Pirates (One Piece エピソードオブアラバスタ 砂漠の王女と海賊たち, Voice acting role)
- 2008: Kung Fu-kun (カンフーくん)
- 2008: Journey to the Center of the Earth (Japanese release, voice)[22]
- 2010: Hoshizuna No Shima No Chiisana Tenshi: Mermaid's Smile (星砂の島のちいさな天使～マーメイドスマイル～)
- 2003: Kochira Hon Ikegami Sho (こちら本池上署)
- 2006: Sentō no Musume!? (銭湯の娘!?)
- 2006: Gal Circle (ギャルサー)
- 2009: One Piece (ワンピース, Voice acting role)
- 2011: Digimon Xros Wars (デジモンクロスウォーズ, Character Design + Voice acting role)
- 2004 – 2009: Yaguchi Hitori Maru C (やぐちひとり(C))
- 2006 – 2007: Kanrui! Jikū Times (感涙！時空タイムス)
- 2007 – 2008: Midtown TV
- 2009 – 2011: How to Monkey Baby! (How to モンキーベイビー！)
- 2011: Yaguchi Hitori SHOW (やぐちひとりSHOW)